# Dialecte kansai

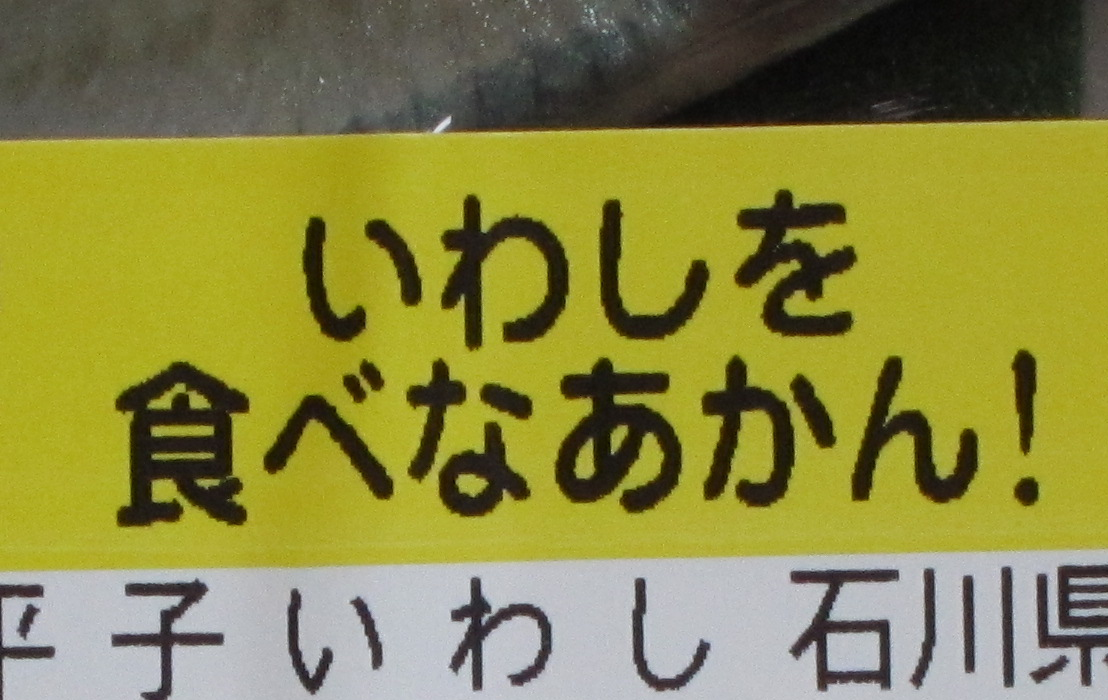
Una etiqueta en Kansai-ben. Iwashi o tabena akan!, significa "Hauries de menjar sardines"

El dialecte kansai, en japonès:関西弁, 関西方言 Kansai-ben, Kansai hōgen. és un grup de dialectes del japonès que es parla en la Regió Kansai (regió Kinki) del Japó. Els dialectes de Kyoto i Osaka, especialment en el període Edo, s'anomenaven dialecte kamigata :上方言葉, 上方語 Kamigata kotoba, Kamigata-go. El dialecte Kansai està tipificat en la parla d'Osaka.

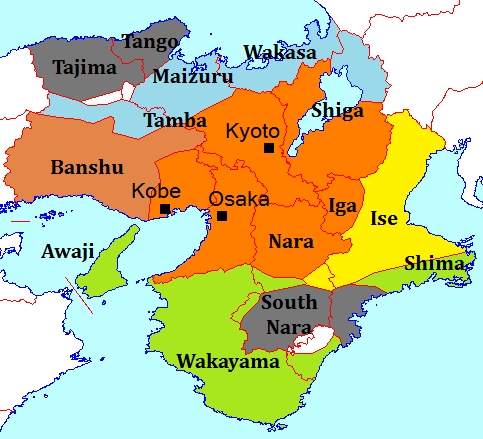
Una divisió dels dialectes kansai proposada per Mitsuo Okumura el 1968. En taronja: dialecte kansai central. En blau: dialecte kansai nord. En marró: dialecte kansai occidental. En groc: dialecte kansai oriental. En verd: dialecte kansai meridional.

## Història
El dialecte kansai té una història milenària quan les ciutats Kinai com Nara (Japó)  i Kyoto eren capitals imperials, el dialecte Kinai, antecessor del dialecte kansai era de facto el japonès estàndard. L'estil desenvolupat per l'elit de Heian-kyō va esdevenir el model clàssic de l'idioma japonès.
Amb els canvis polítics el dialecte Edo va substituir el dialecte kansai i amb la Restauració Meiji i el pas de la capitalitat des de Kyoto a Tokyo, el dialecte kansai va esdevenir un dialecte local no estàndard.
La regió de kansai té uns 20 milions d'habitants. El vocabulari del dialecte kansai de vegades s'introdueix en els altres dialectes o fins i tot en el japonès estàndard. Molts parlants del dialecte kansai estan fortament units al seu dialecte.

## Fonologia
El dialecte kansai es caracteritza per les vocals fortes que contrasten amb el dialecte de Tokyo que té les consonants fortes, però la base dels fonemes és similar:

## Gramàtica
Moltes paraules i estructures gramàticals en el Kansai-ben són contraccions dels equivalents japonesos clàssic. Per exemple, chigau (ser diferent o erroni) esdevé chau, yoku (bé) esdevé yoo, i omoshiroi (interessant) esdevé omoroi.

## Vocabulari
En alguns casos, el Kansai-ben utilitza paraules completament diferents. El verb hokasu correspon a l'estàndard japonès suteru "llançar", i metcha correspon a choo "molt". Choo, en Kansai-ben, significa "un poc" i és la forma contractada de chotto. Així la frase choo matte "espera un poc" en Kansai-ben sona molt estranya per a una persona de Tokyo.